# Mieczysław Mleczko ze Szkopów
Mieczysław Mleczko ze Szkopów herbu Korczak (ur. w 1604 w Szkopach, zm. 22 czerwca 1646) – dworzanin i sekretarz królewski (1633), miecznik, strukczaszy i stolnik królewski, sędzia; Trybunału Koronnego, ziemski, drohicki (1633-1637) i starosta mielnicki (1637-1646), starosta łosicki, poseł. 
Pochodził z rodu Mleczków h. Korczak, którzy przyjęli nazwisko od wsi Szkopy, gdzie byli właścicielami Mleczko-Szkopowski, a jego przodkiem, mieszkającym w tej miejscowości w latach 1521-1543 był Leonard Mleczko. Uczył się w Kolegium Jezuickim w Lublinie. Został dworzaninem; Zygmunta III Wazy i Władysława IV. Otrzymał godności: miecznika, strukczaszego i stolnika królewskiego. 
W 1626 mając 22 lata, został sędzią z województwa podlaskiego do Trybunału Koronnego. W 1629 r. brał udział w wyprawie przeciwko Królowi Szwecji Gustawowi Adolfowi. W 1632 r. był posłem na sejm elekcyjny. W 1633 r. został sekretarzem królewskim, w 1633 r. - sędzią ziemskim drohickim. W 1637 r. mianowano go starostą mielnickim. Poseł na sejmy ekstraordynaryjne 1637 i 1642 roku. Poseł na sejm koronacyjny 1633 roku, sejm zwyczajny 1637 roku, sejm 1642 roku. W 1640 r. wybrano go na posła, lecz z uwagi na obciążenie banicją - został z sejmu usunięty. W 1644 roku Mieczysław Mleczko ze Szkopów ufundował w m. Szkopy i Repki cerkiew unicką i ją uposażył.